# Берри, Артур
А́ртур Бе́рри (англ. Arthur Berry; 3 января 1888 — 15 марта 1953) — английский футболист-любитель, двукратный золотой медалист Летних Олимпийских игр.

## Биография
Уроженец Ливерпуля, Артур Берри прошёл обучение в Денстонском колледже, где был капитаном команды колледжа по регби, но после перехода в Уодемский колледж в Оксфордском университете начал играть в футбол. Выступал за клуб «Оксфорд Юниверсити», сыграв в двух матчах между командами университетов Оксфорда и Кембриджа.
В 1908 году в составе олимпийской сборной Великобритании получил золотую медаль на Олимпийских играх. Четыре года спустя вновь завоевал «золото» в составе сборной. В 1908 году играл вместе с Кеннетом Хантом, который был его одноклубником в матче между Оксфордским и Кембриджским университетами в 1907 году.
На клубном уровне выступал за «Ливерпуль», «Фулхэм», «Эвертон», «Рексем» и «Нортерн Номадс». В 1913 году, выступая за «Оксфорд Сити» в качестве любителя, выиграл Любительский кубок Англии.
Провёл 1 матч за национальную сборную Англии (13 февраля 1909 года против Ирландии) и 32 матча за любительскую сборную Англии с  1908 по 1913 годы.
В октябре 1914 года завершил футбольную карьеру. Во время войны проходил службу в качестве адъютанта Ланкаширского стрелкового полка. После окончания войны и стал адвокатом в юридической компании, основанной его отцом. Впоследствии был председателем и директором футбольного клуба «Ливерпуль».